# Isi Collin
Pour les articles homonymes, voir Collin.
Isi Collin, né le 25 novembre 1878 à Liège, et mort le 9 janvier 1931  à Uccle, est un journaliste, écrivain et poète belge.

## Biographie

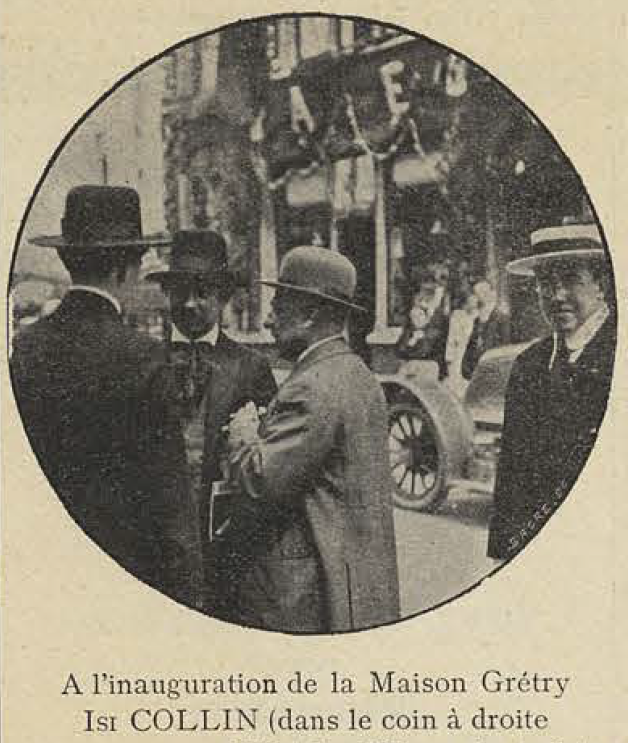
Isi Collin en juillet 1913 à Liège lors de l'inauguration de la maison Grétry.

Il est journaliste pour le Journal de Liège, L'Indépendance belge, La Nation belge et pour le journal Le Soir, où ses articles sont signés du pseudonyme de Compère Guilleri.

## Œuvres
- Isi Collin (préf. Georges Rodenbach), Les baisers, Liège, Imprimerie Gérard, 1898, 14 p.
- Isi Collin, Des vers... , dont Choses d' Etang, Liège, Imprimerie Gérard, 1898
- Isi Collin, L'étang : poême, Liège, Jos Gérard, 1900, 34 p.
- Jacques Ochs, Georges Faniel et Isi Collin, Les remarqués : album de caricatures, Liège, Desoer, 1910
- Isi Collin, La divine rencontre, Paris, Figuière et Cie, 1912, 175 p.
- Isi Collin, Sisyphe et le Juif errant, Paris, Éditions de la Phalange, 1914, 61 p.
- Isi Collin (ill. Fréderic De Smet), Quinze âmes et un mousse, Bruxelles, La Renaissance du Livre, 1928, 191 p.
- Isi Collin (ill. Suzanne Cocq), Almanach de Compère Guilleri, Bruxelles, A L’Églantine, 1931, 226 p.
- Isi Collin, Pan ou l'Exil littéraire, Bruxelles, La Différence, 2010, 130 p.

## Hommage
A Liège, dans le quartier Naimette-Xhovémont, une rue Isi Collin relie les rues Henri Vieuxtemps et Naimette.